# Macromitrium brevisetum
Macromitrium brevisetum är en bladmossart som beskrevs av Mitten in Seemann 1873. Macromitrium brevisetum ingår i släktet Macromitrium och familjen Orthotrichaceae. Inga underarter finns listade i Catalogue of Life.